# Карпатське
Карпа́тське (до 1969 року Гни́ла) — село в Україні, у Самбірському районі Львівської області. Населення становить 1190 осіб. Орган місцевого самоврядування — Боринська селищна рада.

## Історія

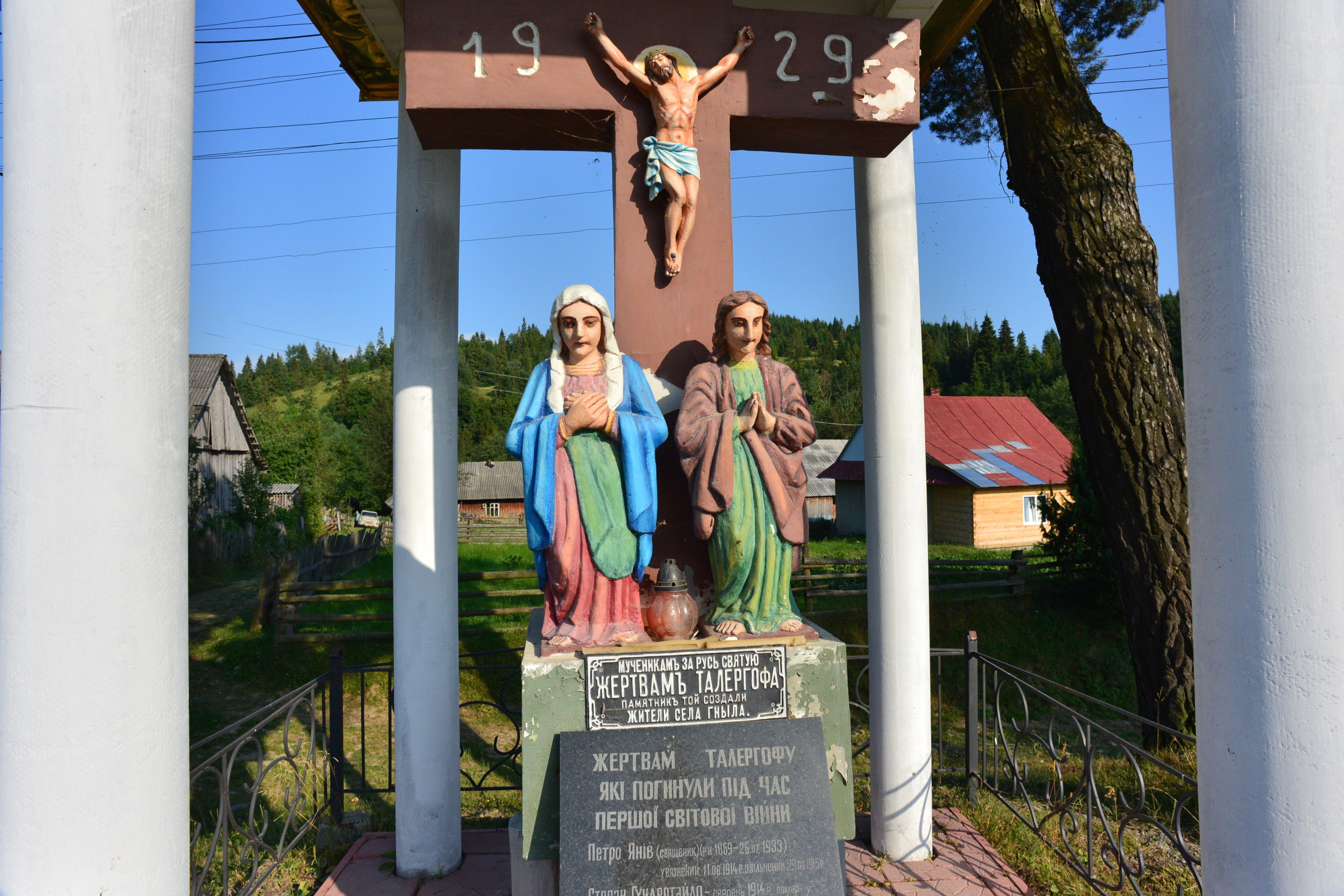
Меморіал жертвам концтабору Талергоф.

Засноване 1561 року біля джерела Гнила Мочарка, від якого походить і первісна назва поселення.
У 1921 році в селі проживало близько 986 жителів. До Другої світової війни в межах Польщі входило до Турчанського повіту. У міжвоєнний період містечко було станцією Прикордонної варти 1-ї лінії «Гнила».
На боці СРСР у Радянсько-німецькій війні брали участь 114 осіб, з них 36 загинули. 1968-го в селі встановлено обеліск у пам'ять про загиблих у війні. Також є меморіал жертвам концтабору Талергоф.

## Церква

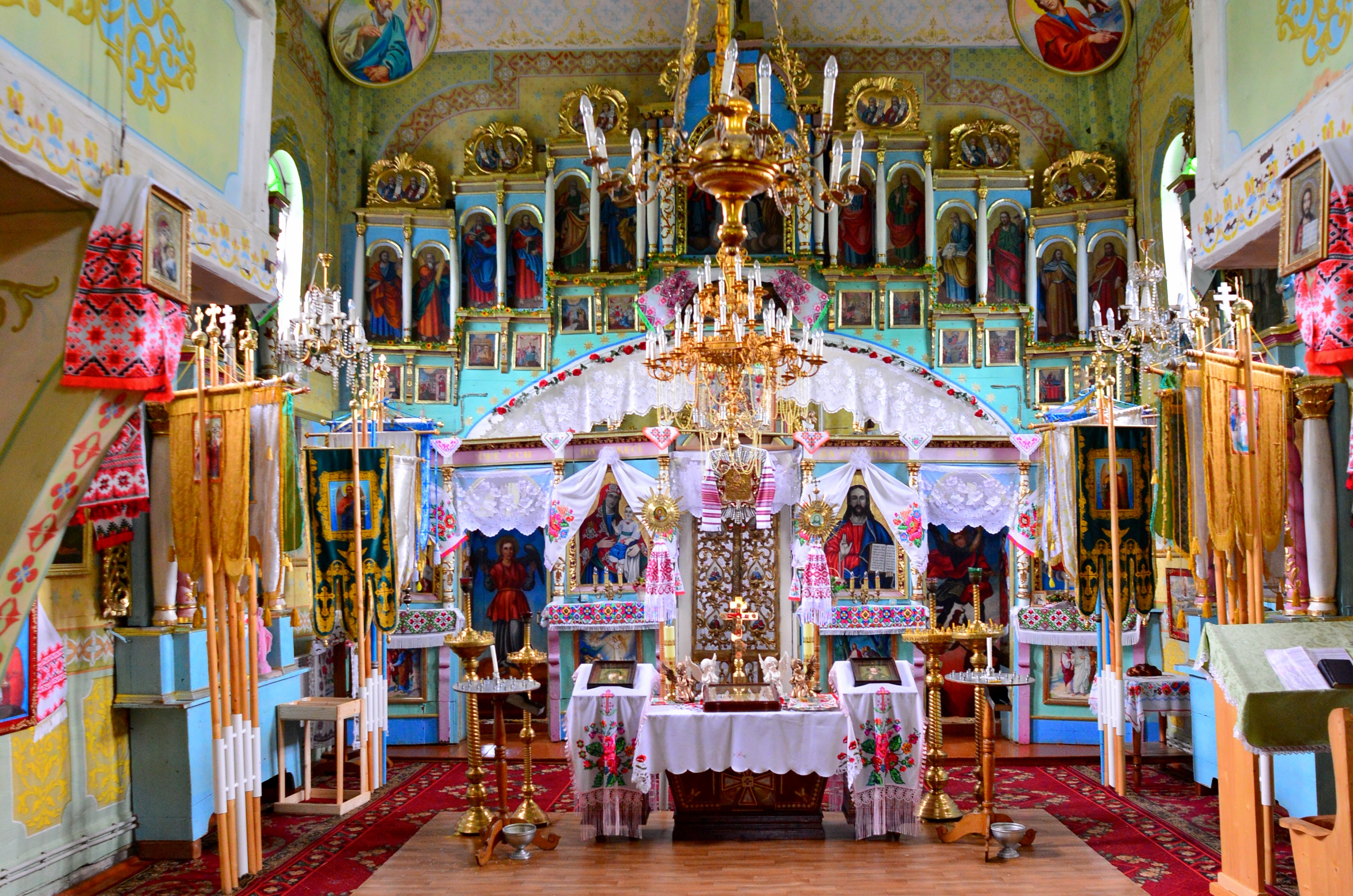
Інтер'єр Церкви святого Архистратига Михаїла

Дерев'яна церква Архистратига Михаїла датується 1772 роком і входить до реєстру пам'яток архітектури національного значення. Церква розташована на території цвинтару в центральній частині Карпатського. Будівля належить до традиційного бойківського типу й складається з трьох квадратних зрубів, що розташовані по осі схід-захід. При вівтарі по обидва боки — невеликі прямокутні захристя, південне — новіше, добудоване 1936 року.
Всі три об'єми завершують пірамідальні наметові верхи з трьома заломами над вівтарем і навою та двома — над бабинцем. Вінчають намети сліпі ліхтарі з маківками і хрестами. Оперізує церкву широке піддашшя, оперте на виступи вінців зрубів. Під піддашшям, при західній стіні бабинця, за останнього ремонту в 1936 році влаштовано засклений ґанок. Стіни «вдягнені» у ґонт.
20 листопада 2016 року церковна громада Архістратига Божого Михаїла села Карпатське перейшла з-під юрисдикції УПЦ МП до УПЦ КП.

## Господарство
У радянські часи в селі було відділення бітлянського радгоспу «Дружба». Працювали взуттєва і швейна майстерні.

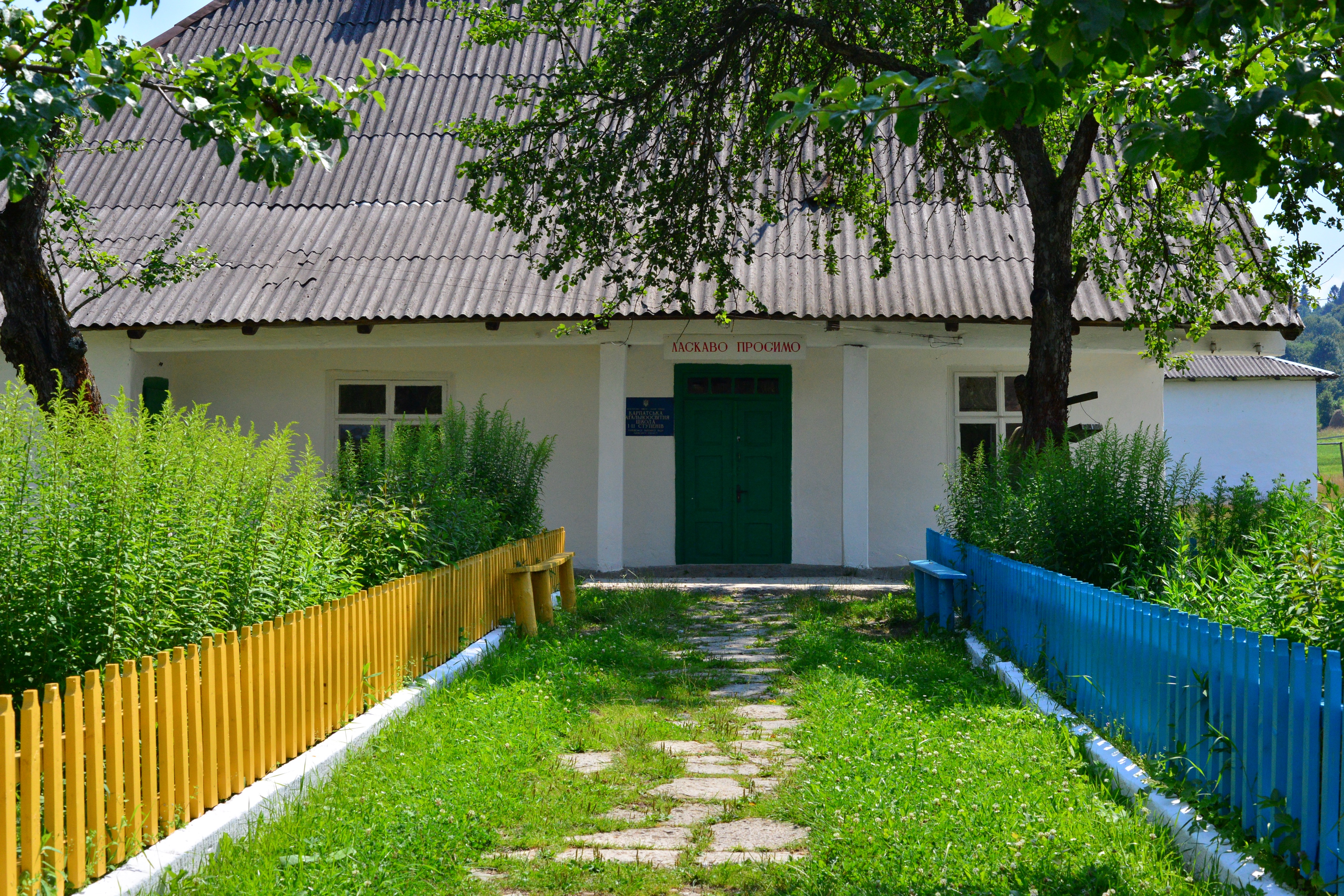
Школа в селі

## Соціальна сфера
Дев'ятирічна школа, народний дім на 200 місць, бібліотека, медпункт, поштове відділення.

## Галерея

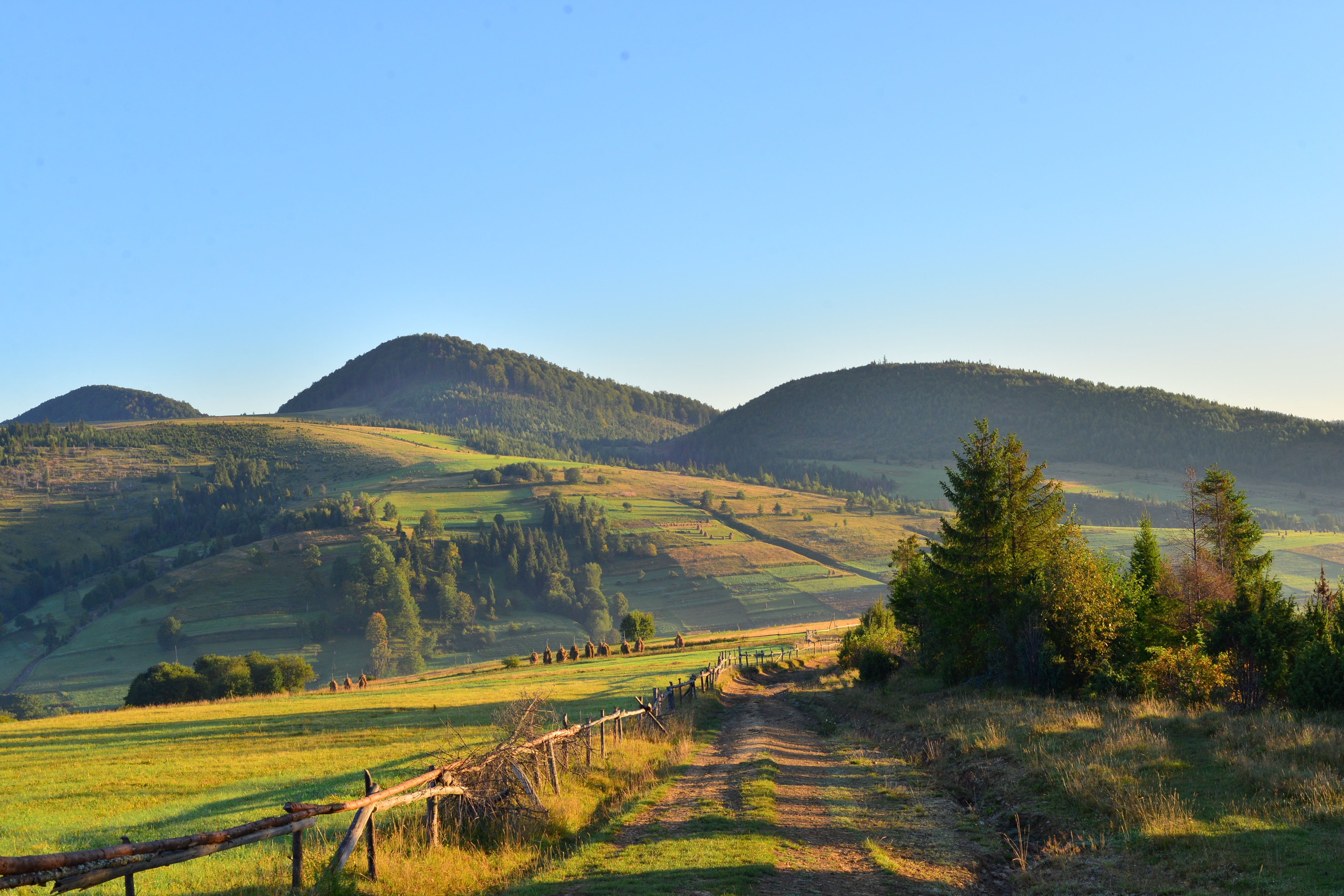
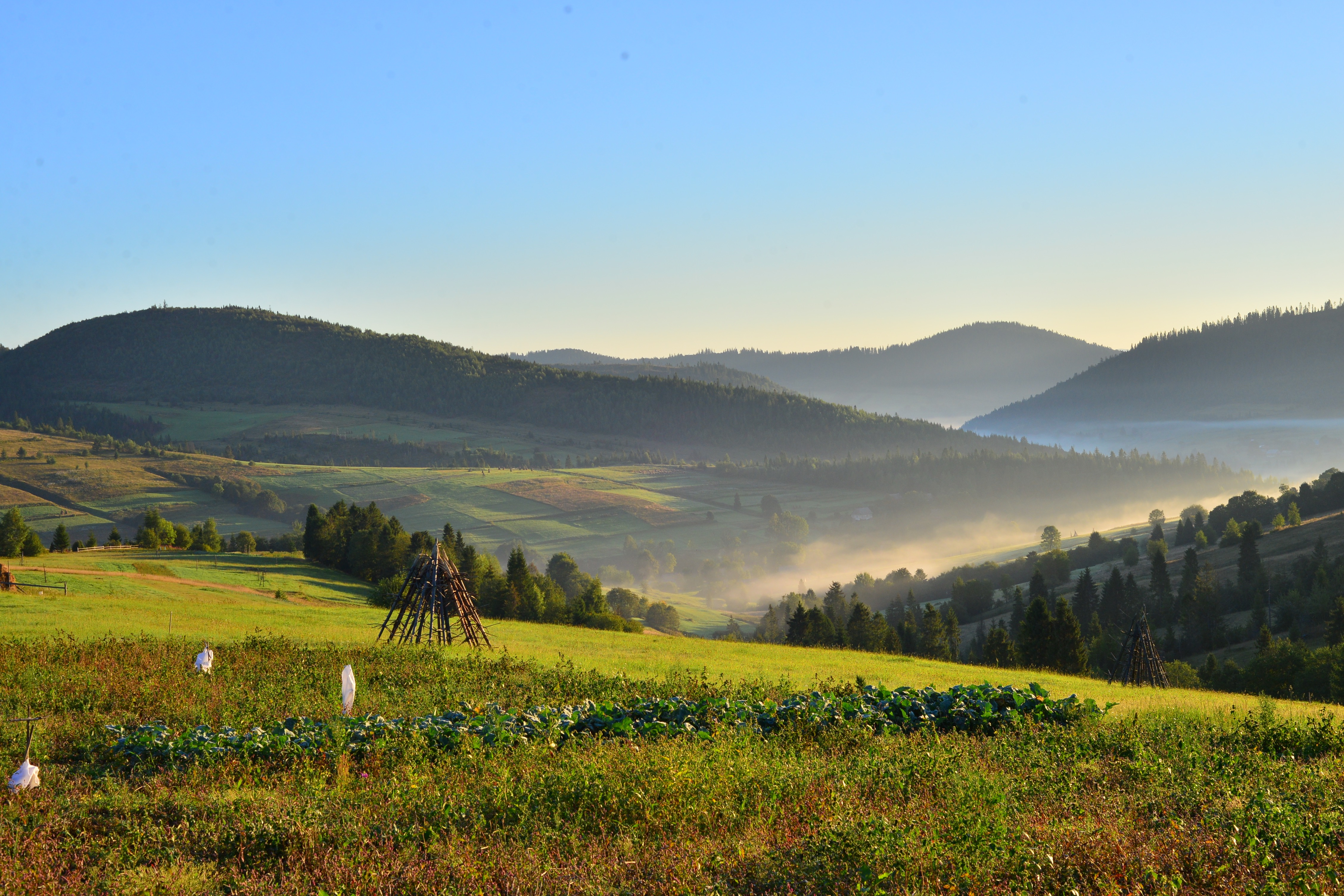
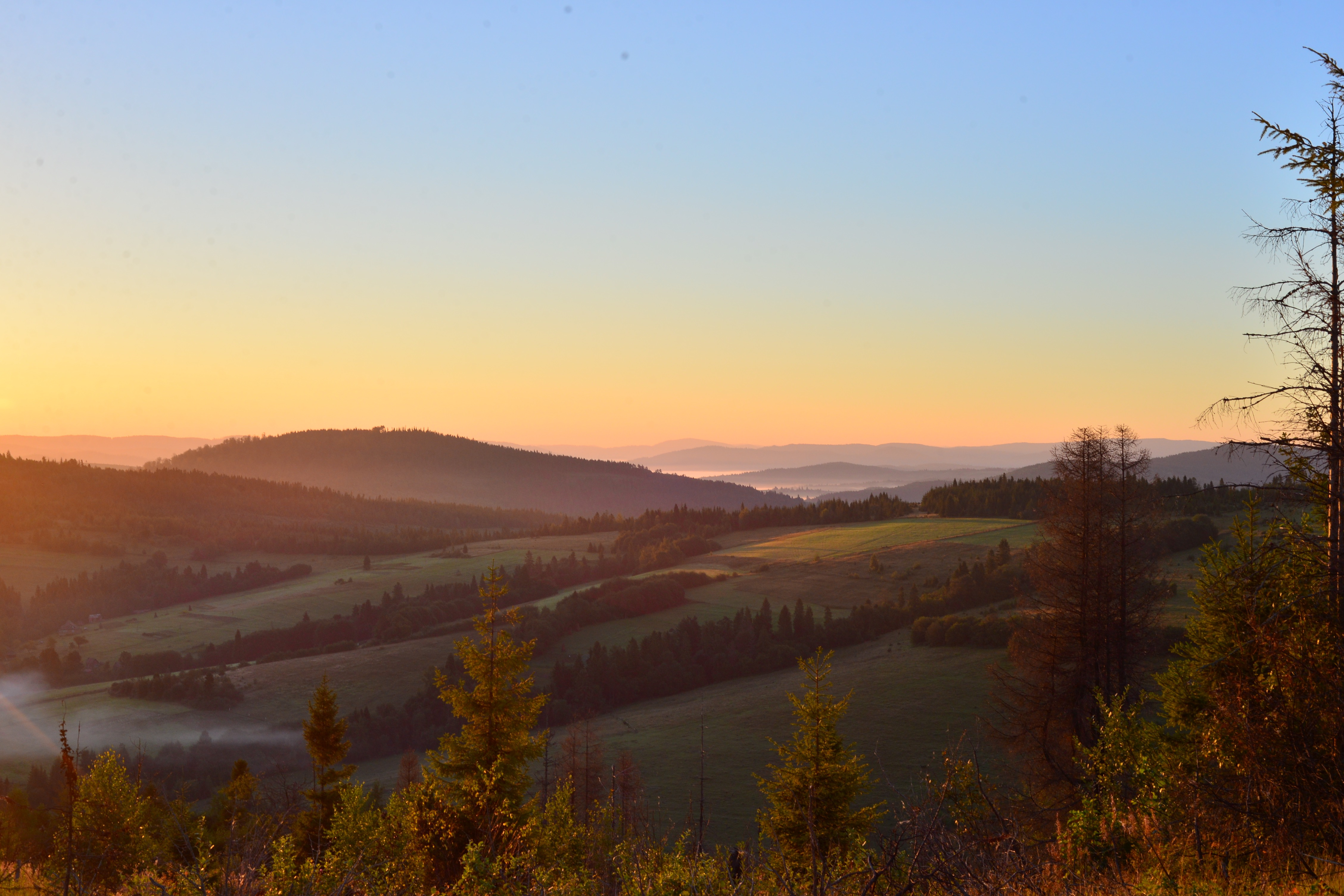
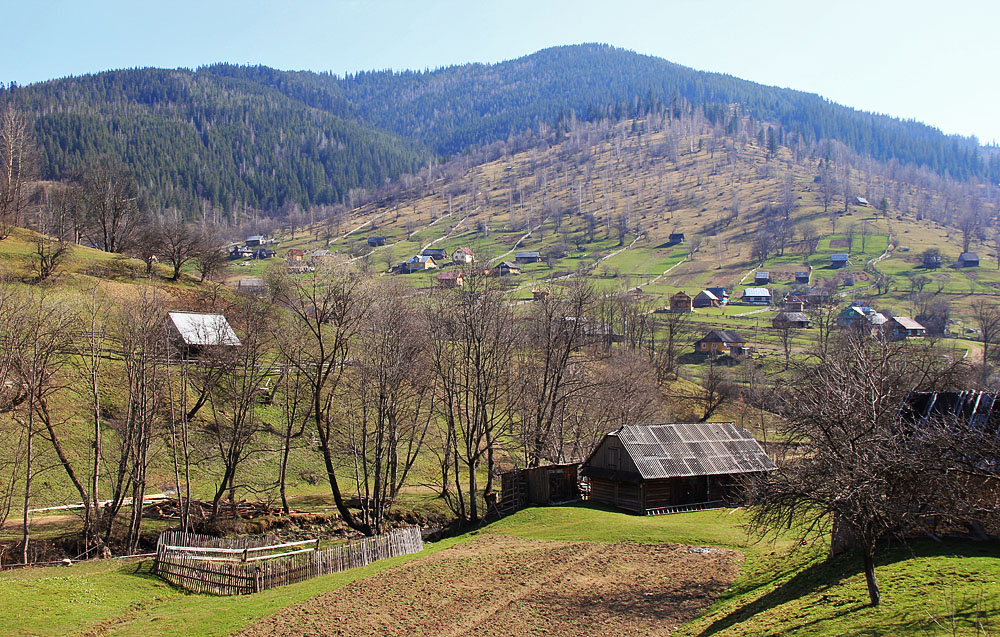
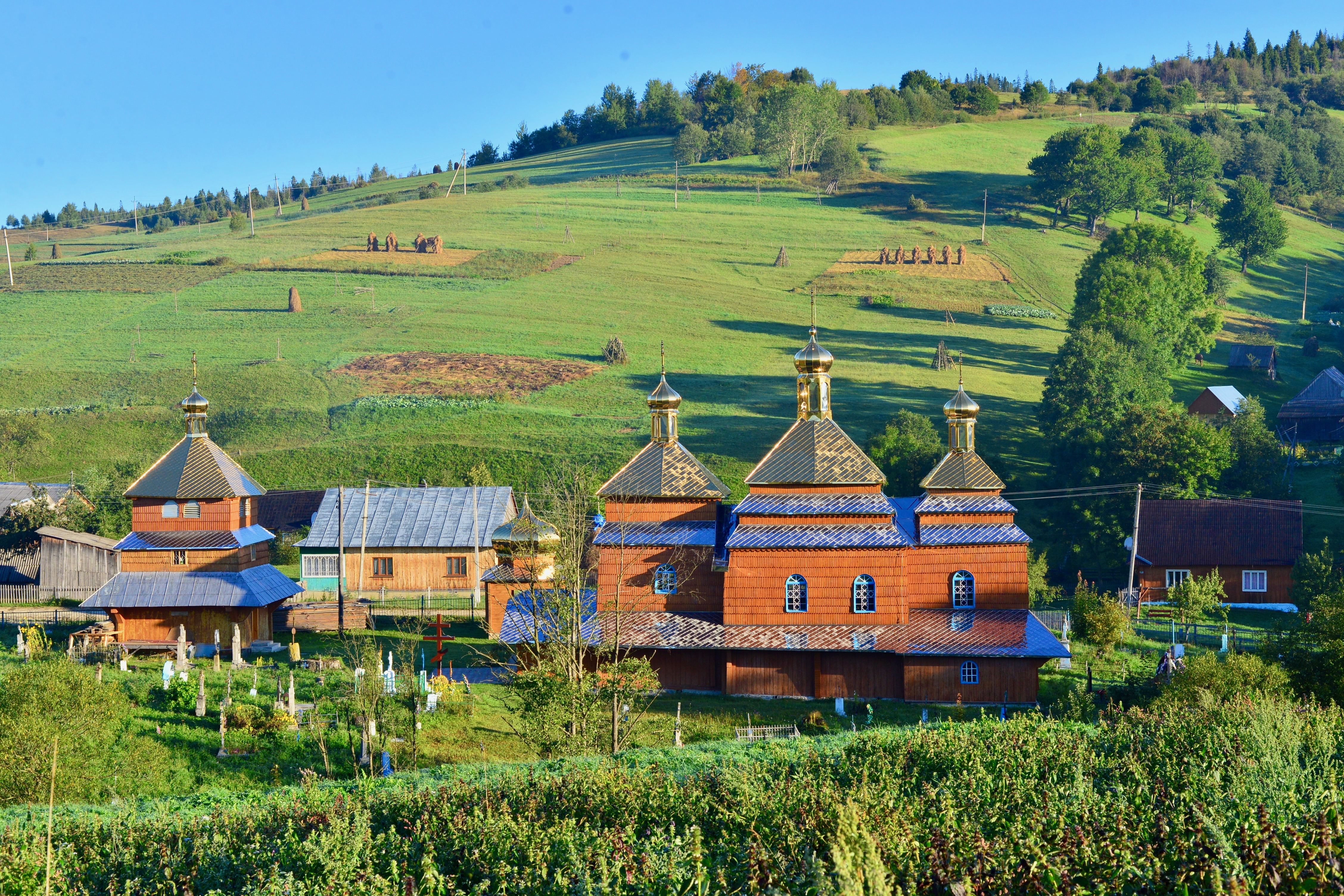

## Відомі Люди
- Іваничко Михайло Йосипович (1994-2014) — солдат Збройних сил України, загинув у боях за Дебальцеве;
- Маковець Оксана Йосипівна (народилася 1959 в Карпатському) — українська поетеса, член Національної Спілки письменників України. З 1996 мешкає в США.